# Кіт у чоботях (фільм, 2011)
«Кіт у чоботях» (англ. «Puss in Boots») — американський анімаційний фільм про Кота в Чоботях з мультфільмів «Шрек 2», «Шрек третій» та «Шрек назавжди». Українська прем'єра фільму відбулась 27 жовтня 2011 року, світова — 4 листопада.

## Сюжет
Як і в кожного легендарного героя, у Кота було важке дитинство — ще немовлям він потрапив у дитячий притулок маленького іспанського (чи мексиканського?) містечка. Там Кіт зустрів яйце на ім'я Хитун Александр Бовтун, який ще у дитинстві склав хитрий план викрадення гуски, що несе золоті яйця. Допомогти у його здійсненні мали чарівні боби.
Друзі організували Бобовий клуб (головне правило якого — «нікому не розповідати про Бобовий клуб») і стали шукати способи наблизитися до своєї мрії. Згодом Кіт розпочав свій шлях народного героя та рятівника бабусь, а Бовтун, засліплений жадобою багатства, потрапив у в'язницю. Через сім років і вони знову возз'єдналися, аби згадати старі часи та вкрасти омріяну гуску. Допомагає їм у цьому красуня Кицька М'яколапка.
Пухнастий герой картини, мов справжній мачо-супермен, танцює, б'ється на шпагах, зваблює гарненьких киць, зачаровує своєю тваринною харизмою та від'їздить у захід сонця на баскому скакуні.

## Український дубляж
| Персонаж (оригінальне ім'я)        | Оригінальне озвучення | Український дубляж |
| ---------------------------------- | --------------------- | ------------------ |
| Кіт у чоботях (Puss in Boots)      | Антоніо Бандерас      | Андрій Самінін     |
| Кицька М'яколапка (Kitty Softpaws) | Сальма Гаєк           | Олена Узлюк        |
| Хитун-Бовтун (Humpty Dumpty)       | Зак Галіфіанакіс      | Дмитро Вікулов     |
| Джек (Jack)                        | Біллі Боб Торнтон     | Михайло Жонін      |
| Джилл (Jill)                       | Емі Седаріс           | Катерина Кістень   |
| Імельда (Imelda)                   | Констанс Марі         | Тетяна Зіновенко   |
| Команданте (Comandate)             | Гільєрмо дель Торо    | Володимир Жогло    |

Фільм дубльовано студією «Le Doyen» у 2011 році.
- Режисер дубляжу — Костянтин Лінартович
- Перекладач — Федір Сидорук